# Tubarão (Brasile)
Tubarão è un comune del Brasile nello Stato di Santa Catarina, parte della mesoregione del Sul Catarinense e della microregione di Tubarão.
Il nome del comune deriva dal rio Tubarão, 
che in lingua tupi-guarani era chiamato Tubá-Nharô, "padre feroce". Quindi non c'entra con l'omonima parola portoghese che significa squalo.